# System.map
System.map — файл, внутри которого находится символьная таблица адресов функций и процедур, используемых ядром операционной системы Linux. В этой таблице перечислены имена переменных и функций и их адреса в памяти компьютера. Эта таблица весьма полезна при отладке ядра в случае Kernel panic или Linux oops. System.map генерируется при компиляции ядра.
Символьная таблица адресов для загруженного ядра также находится в файле /proc/kallsyms.

## Создание файла
Файл System.map можно создать командой nm -n vmlinux > System.map. При компиляции ядра используется следующая команда (скрипт /usr/src/linux/scripts/mksysmap, версия ядра 2.6.35): $NM -n $1 | grep -v '\( [aNUw] \)\|\(__crc_\)\|\( \$[adt]\)' > $2, где $1 — файл vmlinux, $2 — файл System.map.

## Внутренности
Пример содержимого файла System.map:
```
c040f4ec b local_apic_timer_verify_ok
c040f4f0 b calibration_result
c040f4f4 b enabled_via_apicbase
c040f4f8 b apic_phys
c040f500 b apic_pm_state
c040f538 B nmi_active
c040f53c B nmi_watchdog_enabled
c040f540 B unknown_nmi_panic
c040f544 b backtrace_mask
c040f548 b lock.19318
c040f54c b nmi_pm_active
c040f550 b last_irq_sums
c040f560 b alert_counter
```

System.map создается при каждой сборке ядра ввиду того, что в разных версиях могут быть разные адреса процедур.

### Типы символов
Вторая колонка обозначает тип символа (заглавные буквы означают глобальный или экспортируемый символ, строчные — локальный):
- A — абсолютное значение.
- B или b — символ в секции неинициализированных данных (обычно обозначается как BSS).
- D или d — символ в секции инициализированных данных.
- G или g — символ в секции инициализированных данных для глобальных малых объектов.
- i — секция, специфичная для DLL.
- N — отладочный символ.
- p — секция раскрутки стека.
- R или r — символ в секции с доступом только на чтение.
- S или s — символ в секции неинициализированных данных для малых объектов.
- T или t — символ в секции кода.
- U — неопределённый символ.
- V или v — слабый объект.
- W или w — слабый объект, который не был так помечен
- — означает символ заглушки в объектном файле a.out
- ? означает неопределённый тип символа

## Расположение на файловой системе
После сборки ядра Linux файл System.map находится в каталоге /usr/src/linux/. Однако некоторые программы требуют его в других местах и, иногда, с другим именем, например, /boot/System.map-$(uname -r).
Так, например, для сборки SVGAlib необходимо наличие файла System.map в каталоге /lib/modules/$(uname -r)/build/[значимость факта?].